# Епископија дебарско-кичевска
Епископија дебарско-кичевска је епархија Православне охридске архиепископије под јурисдикцијом Српске православне цркве. Архијереј-администратор је епископ Јоаким (Јовчевски).

## Историја
Све до 2002. године, ово подручје се у оквиру епархијског устројства СПЦ сматрало делом упражњених канонских епархија, чијим је администраторима још од избијања црквеног раскола (1967) било забрањивано (од стране држвних власти тадашње СР Македоније, односно БЈРМ) да обављају своју службу на том простору, на коме је тадашња расколничка Македонска православна црква у међувремену основала своју Дебарско-кичевску епископију.
Након склапања Нишког споразума, СПЦ је током 2002. године донела низ одлука које су се односиле на преуређење јерархијских односа у циљу организовања аутономне Охридске архиепископије, у чијем саставу би се налазила и новостворена канонска Дебарско-кичевска епископија. Одлуком Светог архијерејског сабора СПЦ од 23. септембра 2002. године, тадашњи велешко-повардарски владика Јован (Вранишкоски) постављен је за патријаршијког егзарха над свим епархијама СПЦ на подручју тадашње БЈРМ, укључујући и Дебарско-кичевску епископију.
Стварање канонске Дебарско-кичевске епископије потврђено је 24. маја 2005. године када је Свети архијерејски сабор СПЦ усвојио Томос о црквеној аутономији Православне охридске архиепископије, у коме је у склопу аутономне ПОА била назначена и ова епископија, а потом је за администратора Дебарско-кичевске епископије постављен полошко-кумановски епископ Јоаким (Јовчевски).
У периоду од 2002. до 2022. године, Епископија дебарско-кичевска је била једина канонска наследница старе православне епархије са средиштем у Дебру, која је постојала као посебна епархија све до 1873. године, када је спајањем две епархије, Дебарске и Велешке, извршено стварање нове Велешко-дебарске епархије. Ова епархија је постојала све до 1920. године када је након прикључења Српској православној цркви раздељена између суседних епархија, тако да је Дебар потпао под Охридску, а Велес под Скопску епархију.
Питање о опстанку Дебарско-кичевске епископије и целе ПОА покренуто је у пролеће 2022. године, након измирења између СПЦ и МПЦ. Услед велике сложености тог питања, које није могло бити решено одмах, архијереји ПОА нису присуствовали објављивању патријарховог томоса о аутокефалности МПЦ, који је био уручен 5. јуна у Београду. Решавање тих комплексних црквених питања изнова је покренуто у пролеће 2023. године, када је постигнут коначни споразум о интеграцији ПОА са МПЦ, што је подразумевало и фактички престанак постојања ПОА и свих њених епископија.